# Спрингфилд (Западная Виргиния)
Спрингфилд (англ. Springfield) — статистически обособленная местность в штате Западная Виргиния (США). Она находится в округе Хампшир к северу от административного центра округа Ромни. В 2010 году в местности проживало 477 человек.

## Географическое положение
По данным Бюро переписи населения США Спрингфилд имеет общую площадь в 3,47 км², из которых 3,47 км² занимает суша и 0,003 км² — водоёмы.

## История
Джордж Вашингтон впервые посетил местность Спрингфилд в 1748 году как участник организации, описывающей земельные владения Томаса Фэрфакса, 6-го лорда Фэрфакса. Официально Спрингфилд был основан 16 декабря 1790 года, он был назван в честь места битвы в ходе Войны за независимость — тауншипа Спрингфилд в Массачусетсе. В июне 1861 года город сформировал группу людей, поддержавших Конфедерацию.

## Население
По данным переписи 2010 года население Спрингфилда составляло 477 человек (из них 52,8 % мужчин и 47,2 % женщин), было 183 домашних хозяйства и 129 семей. Расовый состав: белые — 98,3 %, афроамериканцы — 0,2 % и представители двух и более рас — 1,5 %.
Из 183 домашних хозяйств 53,0 % представляли собой совместно проживающие супружеские пары (22,4 % с детьми младше 18 лет), в 9,8 % домохозяйств женщины проживали без мужей, в 7,7 % домохозяйств мужчины проживали без жён, 29,5 % не имели семьи. В среднем домашнее хозяйство вели 2,61 человека, а средний размер семьи — 2,98 человека. В одиночестве проживали 20,8 % населения, 8,7 % составляли одинокие пожилые люди (старше 65 лет).
Население города по возрастному диапазону распределилось следующим образом: 27,9 % — жители младше 18 лет, 57,2 % — от 18 до 65 лет и 14,9 % — в возрасте 65 лет и старше. Средний возраст населения — 38,3 года. На каждые 100 женщин приходилось 112,0 мужчин, при этом на 100 совершеннолетних женщин приходилось уже 101,2 мужчина сопоставимого возраста.
В 2014 году из 443 трудоспособных жителей старше 16 лет имели работу 214 человек. В 2014 году медианный доход на семью оценивался в 50 441 $, на домашнее хозяйство — в 27 083 $. Доход на душу населения — 16 268 $.